# Педерцини (Болоња)
Педерцини (итал. Pederzini) је насеље у Италији у округу Болоња, региону Емилија-Ромања.
Према процени из 2011. у насељу је живело 15 становника. Насеље се налази на надморској висини од 19 м.